# Prince of Persia: The Sands of Time
Принц од Персије: Песак Времена је акцијска авантура из трећег лица. Видео игра је развијена и објављена од стране Убисофт. Објављена је у марту 2003, објављена је преко Напредни Гејм Бој, PlayStation 2, ГejmKjub, Xbox и Windows у новембру 2003. Песак времена је поновно покретање серије Принц od Персиje, коју је креирао Џордан Мекнер. Мекнер је био креативни консултант, дизајнер и сценариста Песка Времена.
Игра прати неименованог принца чији отац враћа град махараџе на потицај његовог издајничког везира. Приликом напада, Принц добија артефакт зван бодеж времена, док његова војска снима пјешчани сат који садржи Песак времена. Посјетивши Азад како би представио песак као поклон градском владару, везир је преварио принца ослобађањем песка, претварајући градску популацију у дивља чудовишта. Заједно са Махараџином кћерком Фарах, принц ради на томе да исправи своју грешку и врати песак у пешчани сат. Игра се врти око Принчевих платформинг способности, разбијених борбама са створењима креираним од стране песка. Кључни механизам у игри је користити бодеж за премотавање времена ако принц направи грешку у платформирању, и користи га да убија и замрзава непријатеље.
Рад на концепту је почео у пролеће 2001. године, након што је Убисофт набавио каталог Принц од Персије. По доласку Мекнера, производња је почела у јуну те године. Након што је иницијални нацрт приче укинут јер је био превише сложен, тим је почео са четири водећа концепта, укључујући и способност да се премотава: ова идеја је прерасла у бодеж, песак и разне силе које се односе на њих. Мекнерова скрипта инспирисала је Шахнаме, са главним фокусом на креирању једноставне нарације која је функционисала са темпом играња. Игра је користила Убисофтов Џејд погон, оригинално дизајниран за Изнад добра и зла, још једну игру коју је компанија објавила. Производња је била узнемирена, јер се тим суочавао са проблемима са структуром мотора и кашњењем са средствима из окружења, док је истовремено успео да створи ефикасну мрежу тестера да би пронашао грешке у игри. Године 2004, Гејмлофт је развио и објавио верзију за мобилне телефоне у Северној Америци.
По изласку, добио је критичке похвале, био је номинован и освојио бројне награде и многи су га препознали као једну од највећих игара свих времена. Продаја наслова је у почетку била спора, али је на крају постала комерцијални успех. Његов успех подстакао је развој наставка, Принц од Персије: Унутрашњи Ратник, који је објављен у новембру 2004. године. Развијене су додатне игре постављене у континуитету Песка Времена, и то се обично наводи као разлог да се серија Принц од Персије врати слави.

## Игра
Принц од Персије: Песак времена је акционо авантуристичка пузле-платформа. Играч контролише главног протагонисту, неименованог принца из краљевства у Персији. Окружења се виде преко контролисаног погледа из трећег лица. Приказ камере се мења у различите позиције које се покрећу уносом одређених подручја или извођењем радњи. Принц се може померати у свим правцима и способан је да манипулише великим објектима као што су блокови и полуге повезане са механизмима. Његов здравствени и мерач снаге приказан је у горњем левом углу екрана. Принц обнавља здравље пијаћом водом из базена и фонтана. Сакупљање песка повећава принчеву моћ, а пијење из скривених чаробних фонтана повећава принчево максимално здравље. Приликом неколико поена у игри, Принцу помаже његов пратилац Фарах, који испаљује лук непријатељима, мада њене стрелице могу погодити Принца ако он оде у њену линију ватре. Чудовишта ће је напасти, а ако буде убијена, игра се завршава. 
Приликом истраживања, принц се креће у областима испуњеним замкама: ове замке укључују јаме са шиљцима, замке са стрелицама, зидне оштрице и тестере, и окретне шиљасте колце. Принчев главни контекстуални потез је трчање по зиду, акција у којој он трчи по зиду за одређену дистанцу, или  чак да  слети  или скочи на платформу.  Друге акробатске способности принца укључују пењање дуж и преко полица, ходање по гредама, љуљање и скакање са стубова, скакање на стубове и између њих, и љуљање на ужету. Велике еколошке слагалице се сусрећу за вријеме принчевог путовања, које се протеже кроз више подручја у великим собама.  Многе слагалице су кооперативне, захтевајући да им Фарах помогне да их заврше. У борби, принц се бори са чудовиштима које је створио песак који је заразио становнике Палате. Једна команда контекстуално покреће различите покрете у зависности од положаја и кретања, док друге специјалне потезе, као што је напад сомерсом и одбијање зидова у непријатеље, захтевају додатне команде. Непријатељи могу бити убијени само тако што ће их убости бодежом времена, који окупља песак у њима. 
Песак коју принц скупља од непријатеља и околине везано је за његове чаробне способности, које су повезане са бодежом. Најосновнија снага је враћање уназад, способност принца да враћа време до десет секунди ако направи грешку у платформингу или умре. Приликом борбе, Принц такође може да успорава време око њега, да замрзне време за једног непријатеља, и да потпуно замрзне време тако да Принц може да нападне своје непријатеље великом брзином док не могу да се крећу. Свака употреба енергије користи један пјешчани резервоар, а када је празан, све силе постају недоступне док се  не сакупи довољно песка . Моћније способности, као што је време смрзавања, покреће снажни резервоар. Повећање њиховог броја откључава нове моћи базиране на песку. Почевши са малом количином песка који му је на располагању, његов капацитет се може повећати сакупљањем песка од непријатеља, заједно са облаком песка разбацаним око палате. Велике стене песка унутар палаче дају визије будућих подручја и дјелују као тачке спаса.
Гејм Бој напредна верзија дели основне елементе са својим конзолним колегама. Приказан са споредног приказа, Принц управља палатом Азада користећи своје акробатске вештине. Способност премотавања је и даље присутна како би спасила живот принца, а такође је укључена у рјешавање неких загонетки и борбених шефова. Нови потези и способности постижу се принчевом игром и решавањем загонетки. Фарах се појављује као други карактер у неким одељцима, а пребацивање између њих је кључ за неке загонетке. Мобилна верзија има сличан бочни клизач, са једноставним загонеткама и замкама. Силе везане за песак су одсутне, али непријатељи морају бити убијени тако што ће бити убодени бодежом. Постоје три врсте непријатеља: стреличари, летећи непријатељи и пешадијски војници.

## Радња
Прича је постављена у Персији током 9. века наше ере и почиње када принц приповеда невиђеном слушатељу о својим авантурама. Принц и војска његовог оца Шахрамана пролазе кроз Индију да посете султана Азада. Везир локалног Махараџина, желећи да спречи његову смрт употребом супстанце познате као Песак Времена, подстиче их да нападну махараџину палату, где се складишти песак. Приликом борбе, принц краде артефакт који се назива бодеж времена, а махараџина кћер Фарах се узима као поклон за султана Азада. Посјетивши Азад, везир преварио је принца у ослобађању песка, претварајући све осим принца, везира и фараху (заштићене бодежом, штапом и медаљоном) у чудовишта. Везир покушава да врати бодеж од принца, али он побегне и на крају се удружи са Фарахом да поништи штету коју је проузроковао и спречи песак да опседне свет, чак и ако сумња у њене лојалности и мотиве.
Након пловидбе палачом Азад и достизања пешчаног сата песка у торањ зоре, Принц оклијева када прати Фарахова упутства о садржавању песка, не знајући да ли ће јој вјеровати. Везир их ухвати у засједу али једва успеше да побегну с бодежом, завршивши у гробу испод града. На крају, проналазећи склониште у тајанственој купељи, њих двоје се одмарају и почињу показивати осећања једно према другом. Када се принц пробудио у палати, Фарах је већ отишла са бодежом, оставивши му свој медаљон. Пративши је успе да је ухвати док је преко чудовишта возила преко платформе изнад пешчаног сата. Да би спасила принца, Фарах допушта себи да је убију.  Док принц жали за њом, везир му нуди вечни живот у замену за бодеж. Принц то одбија и убоде пешчани сат са бодежом. Време се враћа пре него што нападне махараџина палата, а принц, који је још увек у поседу бодежа и његових сећања, крће да упозори Фараху на везирску издају. Сада је откривено да је принц испричао своју причу Фараху, и како она завршава, везир улази да га убије. Принц убија везира и враћа бодеж Фарахи, који верује да је његова прича само прича.  На растанку, Принц спомиње приватну реч коју му је рекла током проведеног времена у гробници, остављајући је запањеном.

## Развој
Развој иницијалног концепта за Песак Времена почео је у другој четвртини 2001. године, након што је Убисофт купио лиценцу за Принц од Персије. Док је Убисофт држао каталог Принц од Персије, стварни ИП је још увек припадао оригиналном креатору серије Џордан Мекнер, али у почетку није био вољан да се врати у серију након лоших искустава са Принц од Персије 3Д. Игру је развио Убисофт Монтрил, који је такође био годинама у развоју Tom Clancy's Splinter Cell. Након што су створена нека лажна средства, Убисофт је затражио од Мекнера да дође и помогне да развију игру, показујући им своје концепте и имовину као АVI. Мекнер је био импресиониран радом Убисофта и дошао је као креативни консултант. Убрзо се укључио у пројекат, постајући дизајнер и писац игре. Комплетна производња почела је у јуну 2001. године, а на њеном врхунцу радило је 65 људи, интерно познато као "ПоП тим". Развој се одвијао паралелно са развојем Сплинтер Целл-а, и као део њиховог истраживања, развојни тим је прочитао Хиљаду и Једна Ноћ, колекцију прича које потичу са Блиског истока коју је Мекнер раније користио као инспирацију приликом дизајнирања првобитног Принца од Персије.  Током производње, тим је прошао преко 150 различитих верзија пре малопродајне верзије. 
Наслов игре је осмислио продукцијски тим, али оригинална прича изграђена око наслова показала се немогућом за рад. Оригинални нацрт је имао девет карактера (укључујући принца, два љубавна интереса, два зликовца и два помоћна лика) који су представљали различите политичке фракције, као и постављање дома кнежевог двора уместо у друго краљевство. Ова прича је на крају ометала друге аспекте развоја, и тако је била укинута. Почевши од почетка, тим се вратио наслову и концепту "Песак времена". Одлучили су се за четири кључна елемента игре: "Јединство времена и места", а игра се одвијала преко двадесет четири сата у палачи Азад; "Акробатика", која се односи на игру и како је поставка постављена око овог концепта; "Борба", са палачом која је испуњена чудовиштима да би игри и причи дала осећај брзог кретања; и "Премотај", могућност да се врати и манипулише временом. Једна од раних одлука које је донио продукцијски тим није било да се односи на Принца од Персије 3Д у било ком степену у дизајнирању игривости, уместо да гледа на оригинал из 1989. године. Њихов циљ је био да ухвате оригинални осећај платформинг авантуре у 3Д окружењу. Повратни механизам је почео као жеља за играњем наслова, преживљавајући почетни препис приче и постао кључ и за причу и за игру. Бодеж Времена и Песак су рођени из потребе да објасне тај механизам у игри. Почетни концепт је било једноставно коришћење Бодежа за премотавање времена и слање непријатеља, али су његове моћи постепено проширене у тренутну листу.  Акробатике главног лика су дизајниране да буду нове у медијима за видео игре, инспирисане сличним акробацијама изведеним у Тигар и Змај и Матрикс. Видео игра која је инспирација за акробатске подвиге принца била је Про Скатер Тони Хавк. Елементи као што су употреба мердевина као део борбе и јахање на магичном тепиху или коња били су у раној фази развоја. Повратну функцију је предложио директор игре Патрик Десилек на основу искустава са Патак Дача: Ходајући Шарлатан, где је желео да се врати уназад након што је направио грешку уместо поновног покретања целог нивоа.
Дизајн игре је такође био под утицајем Ико. Према Десилетсу, они су "провели цео дан пролазећи кроз [Ико], цео тим заједно седећи, гледајући га, играјући га, расправљајући о томе, размишљајући", а посебно су волели "како се дворац у Ику чини стварним а ви увек знате где се налазите, па смо покушали да то имамо и у другој палати. „То је такође утицало на интеракцију између играча и водећег женског карактера, али уз неке промене. Према Десилетсу, Фарах "има нека понашања да ти помогне, али ми нисмо хтели да она постане кључ баш као у Ику, кључ за врата стално. "
Предпродукција је првобитно процењена на десет месеци, али је на крају продужена на четрнаест месеци. Сваки пут када је креиран нови покрет или способност за принца, било је потребно прилагођавање вишеструким другим системима, јер би њихово остављање на самом месту оштетило игру. Такође су морали да прилагоде вештачка интелигенција непријатељу и партнеру и нису имали времена да изгладе те системе. Све ово је значило да је дебаговање почело много касније него што је првобитно планирано. Принц је имао преко 780 покрета скрипта, много више од било ког другог карактера у игри. То је проузроковало проблеме у креирању покрета за друге ликове. Да би покрети лика били реалистични, тим је користио снимање покрета да би анимирао њихове покрете. Умјетнички директор Рафаел Лакосте није се придружио тиму до јула 2002. године, добро у производњи игре, што је резултирало вишеструким кашњењима у стварању окружења игре. Овај проблем је додатно појачан потребом да се направи демо за 2003 Електронса Забава Експо, а затим да се испоручи читава игра на истом, ако не и вишем квалитету од дема. Свако окружење је требало да ради за Принцов сет покрета и способности: рад који је захтевао укључивао је проверу сваког редоследа премотавања, и сваки од принчевих покрета и утицаја на околину је радио. Ова питања су се појачала закашњелом доставом еколошких мапа. Гледајући уназад, продуцент Јанис Малат је пожалио на чињеницу да немају довољно времена за решавање проблема узрокованих овим проблемима. Упркос овим проблемима, остали делови производње, укључујући игрљиво-тестирање, управљање креативним алатима и интегрисани систем тестирања, радили су глатко. Наведени пример је био да је тим открио тестера који је био добар у проналажењу тешких грешака, па су га укључили у једну од својих група за тестирање, дајући му развојни комплет који би могао да искористи за решавање тих проблема. Ово је поновљено и успело је да увелике повећа број грешака које је могуће пронаћи и поправити. Ентузијазам развојног тима је такође био висок, што је омогућило превазилажење проблема у развоју. Током периода Е3, тим је сматрао да је песак времена избачен из две игре како би могли да укључе сав жељени садржај, али је идеја одбачена. Још један елемент који је требало да се скрати након демо снимања био је грифов шеф који би се појављивао три пута током принчевог путовања.
Игра је користила ажурирану верзију компаније Џејд погон, дизајнирану за Изнад добра и зла.  Када је тим видео капацитете Џејд погона, одлучили су да га искористе за Песак Времена. За Песак Времена, тим је направио побољшања погона додавањем додатних анимација за ходање и трчање, омогућујући глатко кретање карактера.  Направили су и прилагођене анимације за лик. Погон је направио уређивање и фино подешавање игре врло лако захваљујући алаткама које су једноставне за кориштење. Користећи ово као основу, могли су да се фокусирају на брзу интеграцију нових елемената у игри, а такође су били у могућности да ураде брзо тестирање и прилагођавање. Тим је развио "супстанцијалне" и "сјајне" системе, који су омогућили природне покрете тканине и дали ефекте муње "магичном" осећају. Начин на који је погон био структуриран, са свим средствима у једном приступачном фолдеру, показао се проблематичним када је било потребно направити измене или додати нове значајке, будући да је величина тима значила да је превише људи приступало погону и узроковало да подаци буду пребрисани, датотеке да буду оштећене, и цео систем да се сруши. Покушали су да реше проблем користећи решење "податке мајмуна" које би омогућило симултани приступ, али је дошло до кашњења у развоју и нису ризиковали тако радикалну промену система. Уместо тога, они су поставили фајл сервер за праћење временског пријављивања, што би могло омогућити управљање приступом и одређивање приоритета критичног посла.

### Писање
Мекнер је креирао сценарио и написао сценариј игре. Док је радио своје истраживање за сценариј, Мекнер је прочитао превод Шахнаме, епске поеме коју је написао Фирдуси између 10. и 11. века. Читање кроз њега помогло је Мекнеру да замисли новог принца као зрелијег карактера од оригинала. Упркос томе, Мекнер је осећао да лик не може у потпуности да одбаци "срећне" елементе хиљаду и једне ноћи.  У ретроспективи, Мекнер је такође сматрао да та неспособност да се реши овај унутрашњи конфликт дала је карактер његовом шарму. Мекнер је такође укључио конкретне референце у Принчев дијалог на приче из Шахнејма. Прича и Принц су створени за придошлице у серији. Главни сценарио био је заснован на другим шансама, док је Мекнер уврстио и нерегистровану антиратну тему која је приказана на почетном нивоу игре. Мекнер је створио бодеж времена као комбиновану игру и наративни уређај у оквиру четири основна концепта које је створио тим. Његово стицање од стране Принца директно је инспирисано отварањем Отимачи изгубљеног ковчега, који је раније инспирисао његов приказ Принца у првобитном Принц од Персије. Палача Азад је била направљена да буде принчево "игралиште", док су неке сцене које су развиле принчево представљање (напад на махаџарину палату, активирање Азадових замки по инструкцијама поремећеног чувара) намерно значиле да су морално сумњиве играча док истовремено повећава емпатију према лику.
Мекнерова главна преокупација овом новом причом држала је нарацију једноставном и занимљивом, користећи свој омиљени стил писања како би снимци били кратки и показали што је могуће више у игри. Такође је имао за циљ да комбинује наративне и игрљиве жанрове који би се иначе могли међусобно сукобити. Три главна лика коју је створио су јунак (принц), негативац (везир) и љубавни интерес и помоћница (Фарах). Две неспособне ауторитативне фигуре (принчев отац Шахраман и султан Азад) били су укључени да би повећали тежину принчевом терету пошто су  преображени у чудовишта од песка. Три артефакта која се користе за сваки карактер (Бодеж, Фарахов медаљон и везивно особље) су створени да објасне њихово преживљавање песковог издања, а бодеж је постао саставни део игре. Принчева прича била је и тешка и задовољавајућа за Мекнера. Требало је да буде написана да ради на два нивоа: први да буде разумљива за играче који први пут играју, и да се стекне што већи значај приликом будућих игара. Приповедање је послужило и за давање благих назнака играчу, те проширење поставке и додавање дубине искуству. Међу његовим референтним тачкама за нарацију биле су верзије Багдадски Лопов из 1940-их, дела Едгар Алан По и филмови као што су Двострука обмана и Булевар Сумрака. Принчеве интеракције са Фарахом такође су биле важан фактор. Као део интеракције карактера, Фарах је намерно дизајнирана да не буде савршен стреличар, понекад ударајући Принца ако је залутао у њену линију ватре. Упркос томе, неопходно је да се скрате неспецифициране карактеристике за њу.

### Звук
Музику за Песак времена написао је Стјуарт Четвуд члан канадског рок бенда Чајанка. Четвуд је изабран за улогу Убисофта који је желео музику која је садржавала персијске елементе како би се уклопила у окружење, док није била чиста персијска музика. Када му је пришао, Четвуд је проширио своју музичку библиотеку као део свог истраживања. Да би се постигао жељени ефекат, рок елементи су мешани са блискоисточном музиком и мелодијама, заједно са индијским елементима. Четвуд је користио различите инструменте, укључујући индијску таблу и жице, заједно са вокалним песмама Синди Гомез и Мерјем Толар. Албум звучне траке за игру, Принц од Персије: Песак времена Оригинална звучна-трака, објављена је у Јапану 20. октобра 2004. од стране Цитрон Дигитал Контента. Песме из игре су укључене у албум са музиком из песме Песка Времена и два наставка Унутрашњи ратник и Два Трона.  Под називом Принц Од Персије Званични Триолоџи трака, албум је објављен од стране Убисофт-а 1. децембра 2005. године.
За звучне ефекте, тим је радио са звучном компанијом Дејн Трекс да би створио већину звучних ефеката игре, а остатак је урадио Убисофт Монтрил. Да би се непријатељи у игри истицали, звучни тим је мешао "органске и зле" звучне ефекте са звуковима шапутања, уместо да користи звучне ефекте повезане са немртви. Мекнер је надгледао снимање гласа у игри. Један од неконвенционалних избора које је направио тим није био да заустави игру током дијалога у игри, што значи да играчи могу да пропусте велике делове интеракције карактера. Поред дијалога на основу приче и шале, дијалог је специфичан за одређени контекст. Написано је више од хиљаду линија дијалога, иако је више од половине одрезано. Да би помогао при снимању гласа, тим за снимање је направио граф који је помогао глумцима да играју Принца и Фарах у вријеме њихове размене исправно. Осим неких изузетака који су се играли у низу, сви коментари које је Фарах дала када је Принц учинио одређену ствар су били самостални одговори. Принц је изразио Јуриј Ловентхал, чија је изведба била популарна и вратила би се гласу у будућим играма које су постављене након Песка времена. Говорећи у интервју за 2008. годину, Ловентхал је осетио "да је он на неки начин створио ту улогу".

## Издање
Песак времена је објављен у марту 2003. године. Издат је за PlayStation 2, Xbox, GameCube, Напредни Гејм Бој и Windows. Верзије су постепено објављиване од октобра до новембра 2003. године. Различите верзије су имале вишеструке разлике у графици и контролним опцијама. GameCube и Xbox верзије укључују документарац о изради игре. ПЦ порт долази са подршком за ЕАКС, ЕАКС2 и ЕАКС3 Напредни ХД. Гејмлофт је развио верзију игре за мобилне телефоне која је објављена у априлу 2004. године. Развијене су двије верзије за мобилне телефоне виших и нижих спецификација. Повезивање GameCube и Напредне Гејм Бој верзије игре омогућило је приступ порту првобитног Принц од Персије са GameCube верзијом, као и могућност да принц аутоматски регенерише здравље. ПС2 верзија је објављена у Јапану у септембру 2004. Игра је у региону објавила компанија Сони Компјутер Забава Јапан, која је била импресионирана квалитетом и похвалама које је зарадила на западу. Песак времена је касније поново објављен са своја два наставка у колекцији PlayStation 3 која је ексклузивна за Европу 19. новембра 2010, а која је укључивала могућност приказа у 3Д.

## Пријем
До краја 2003. године продаја Принц од Персије: Песак Времена је достигла 2 милиона примерака, а Убисофт је истакао успјех игре у Европи у кварталном пословном извјештају. Продаја је порасла на 2,4 милиона јединица до краја марта 2004. године. Током свог дебија у Северној Америци, игра је патила од лоше продаје: до децембра, ПС 2 верзија је продала 218.000 копија, Xbox верзија 128.000 копија, а GameCube верзија 85.000. Комбинована продаја од тада је износила 272.000 (ПС 2), 172.000 (Xbox) и 100.000 копија (GameCube). Шпекулисало се да је њена продаја била негативно погођена истовременим објављивањем Изнад добра и зла, заједно са другим истакнутим издањима у то време. Као одговор на ово, Убисофт је понудио копије својих других игара бесплатно куповином Песка Времена, пружајући значај у продаји. До јула 2006. сама верзија игре PlayStation 2 продала је 700.000 копија у Северној Америци, доносећи процењени приход од 24 милиона долара. Током недеље пуштања у Јапан, игра је достигла седмо место у топ листама, продајући 14.000 примерака. Ово је забележено као високо за западну игру објављену у Јапану. До краја 2004. године продато је 26,116 примјерака. Добила је награду "Злато" за продају од Удружење издавача софтвера за забаву и слободно време (ЕЛСПА), што указује на продају од најмање 200.000 примерака у Великој Британији. Игра је на крају продата у преко 14 милиона копија широм света.
Песак Времена је примио критику након лансирања. Ивица је рекла да, упркос тешкоћама изазваним повратним непријатељима, "игра се не може довољно похвалити". Ај-Џи-Ен Мет Казамасина пронашао је цело искуство угодно, казајући да "Без обзира да ли сте тврдоглави фан принц од персије или неко са благим интересовањем за акцијске авантуре, песак времена је обавезан - ускоро -бок-класик достојан сталног места у вашој колекцији". 1УП.цом, истичући контролу камере као "лукав", рекао је да ће игра "учинити да ваше груди експлодирају ако имате болест срца (на добар начин, наравно)". Гејмспот Грег Касавин назвао га је "игром која се може препоручити свим срцем". И Еврогејмер и Званични PlayStation Магазин позитивно су упоредили естетику игре и презентацију са Ико. Франческа Рејс од Званични Xbox Магазин дала је игри добру рецензију, хвалећи причу и општу игрљивост, али проналажење борбе је понекад тешко и недостатак нових вјештина. На крају, она је похвалила трајну привлачност игре: "Када је цела ствар готова, савршено је време да оставите да желите више.  То је запањујуће и ретко постигнуће које вас чини срећним што сте играч. Јапански магазин за игре на срећу Фамитсу дао је ПС 2 верзији добар преглед, казајући да је акција била лагана и изазовна, са сличностима са првобитним Принц од Персије, а један рецензент је пронашао Принца "шареног".
ПЦ верзија је делила похвале са конзолном верзијом, али су контроле и одзивност камере изазвали критике. Гејм Бој напредна верзија је освојила ниже резултате од конзолних и ПЦ верзија због своје скалиране игре и презентације, али је и даље била генерално похваљена као компетентна лука игре. Прегледом мобилне верзије, Ај-Џи-Ен рецензент Леви Бакнан био је импресиониран адаптацијом основне акције и атмосфере конзолне игре, дајући му 9.5 поена од 10. Ревизор 1АП Кори Паднос био је задовољан принчевим акробатским перформансама и општом перформансом игре, док је жалио због недостатка временске механике главних игара и недостатка планова.
На Е3 2003, Песак времена је проглашен за "игру године". Игра је названа као избор уредника од стране Гејмспоп-а и Ај-Џи-Ен-а. На наградама за игру Критике 2003, игра је награђена као "Најбоља акцијска / авантуристичка игра". Академија интерактивних уметности и наука, на свом састанку 2004. године, препознала је игру као "конзолну игру године", "акциону пустоловну игру године за конзолну платформу" и "компјутерску акцију / авантуру године ". Додељена је и за "Изванредну иновацију у рачунарском игрању", "Изванредно достигнуће у дизајну игара", "Изванредна достигнућа у визуелном инжењерству", "Изванредна достигнућа у анимацији" и "Изванредна достигнућа у инжењерству игара". На додели награда за избор развоја игре 2004, награда је добила награде "Изванредно у дизајну игре" и "извандредно у програмиранју". Такође је номинован у категоријама "Игра године" и "Изванредно у визуелној уметности".
У 2009, Званични Нинтендо Магазин га је рангирао као 86. најбољу игру доступну на Нинтендо платформама. Особље је похвалило успешну транзицију програмера са 2Д на 3Д. Ај-Џи-Ен и Ивица су га прогласили међу 100 највећих игара свих времена у 2005. и 2007. години. Компјутерске и видео игре ставиле су је на листу од 101 најбољих ПЦ игара икада. Године 2010, ГејмПро га је изабрао као 13. најбољу ПС 2 игру свих времена.

## Наслеђе
Годину након објављивања игре, игра је представљена у епизоди Како је Направљено, у сегменту посвећеном производњи видео игара. Игра је цитирана као разлог зашто се серија Принц од Персије, која је раније била игнорисана након принца од Персије 3Д, вратила на истакнуту позицију у свету игара. Године 2004, Мекнер је почео рад на адаптација филма, у продукцији Џери Брукхајмер. Филм је коначно објављен 2010. године. Успјех игре додирнуо је тренутни развој за наставак. Под насловом Принц од Персије: Унутрашњи ратник, игра је направљена естетски мрачнијом од стране тима. Објављена је у новембру 2004. године. Слиједило га је неколико даљних наставака у континуитету Песка Времена. Аспекти његовог дизајна, као што је однос између Принца и Фарахе, касније су пружили инспирацију за поновно покретање серије из 2008.